# Маунт Грават (Квинсленд)
Маунт Грават (енгл. Mount Gravatt) је град у Квинсленду у Аустралији. Према подацима из 2006. године Маунт Грават има популацију од 3.090 становника.